# Mesohippus
Mesohippus (em grego: μεσο (meso) que significa "meio" e ιππος (hippos) que significa "cavalo") é um gênero extinto de cavalo primitivo. Viveu cerca de 40 a 30 milhões de anos atrás, do Eoceno Médio ao Oligoceno Inferior. Como muitos cavalos fósseis, era comum na América do Norte. Sua altura do ombro é estimada em cerca de 60 centímetros de altura.

## Descrição e importância evolutiva
Mesohippus tinha pernas mais longas do que seu antecessor Eohippus, com cerca de 60 centímetros de altura. Este equídeo é o primeiro cavalo totalmente tridáctilo no registro evolutivo, com o terceiro dígito sendo maior e mais longo do que seu segundo e quarto dígitos. Essa espécie ainda não havia desenvolvido um casco no momento pelo fóssil, mas tinha almofadas como visto em seus parentes, Hyracotherium e Orohippus.
Ao contrário dos cavalos anteriores, seus dentes eram de coroa baixa e continham uma única lacuna atrás dos dentes da frente, onde o freio agora repousa no cavalo moderno. Além disso, possuía outro dente triturador, totalizando seis dentes. Mesohippus era um navegador que se alimentava de galhos macios e frutas.